# Siméon Denis Poisson
Siméon Denis Poisson (Pithiviers, 21 de junho de 1781 — Paris, 25 de abril de 1840) foi um matemático e físico francês.

## Vida
Siméon Denis Poisson (pronúncia francesa (/si.me.ɔ̃ də.ni pwa.sɔ̃/) nasceu em Pithiviers, Loiret, filho do soldado Siméon Poisson.
Em 1798 entrou na École Polytechnique em Paris, como primeiro colocado de sua turma, atraindo imediatamente a atenção dos professores da escola, deixando-o livre para escolher o que estudar. Em 1800, menos de dois anos depois de seu ingresso, publicou dois textos, um sobre o método da eliminação de Étienne Bézout, e a outro sobre o número de integrais de uma equação em diferenças finitas. Este último foi examinado por Sylvestre François Lacroix e Adrien-Marie Legendre, que recomendaram sua publicação no Recueil des savants étrangers, uma honra sem precedentes para um jovem de dezoito anos.

Poisson desenvolveu o expoente de Poisson, usado na transformação adiabática de um gás. Este expoente é a razão entre a capacidade térmica molar de um gás a pressão constante e a capacidade térmica molar de um gás a volume constante. A lei de transformação adiabática de um gás diz que o produto entre a pressão de um gás e o seu volume elevado ao expoente de Poisson é constante.

## Contribuições

### Teoria potencial

#### Equação de Poisson

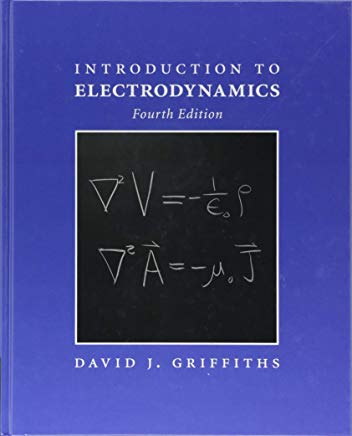
Equações de Poisson para eletricidade (parte superior) e magnetismo (parte inferior) em unidades SI na capa de um livro de graduação.

A conhecida generalização de Poisson da equação diferencial parcial de segunda ordem de Laplace para o potencial {\displaystyle \phi }
{\displaystyle \nabla ^{2}\phi =-4\pi \rho \;}
é conhecida como a equação de Poisson depois dele, foi publicada pela primeira vez no Bulletin de la société philomatique (1813). Se {\displaystyle \rho =0}, recuperamos a equação de Laplace
{\displaystyle \nabla ^{2}\phi =0.\;}
Se {\displaystyle \rho (x,y,z)} é uma função contínua e se para {\displaystyle r\rightarrow \infty } (ou se um ponto 'se move' para o infinito) uma função {\displaystyle \phi } rápido o suficiente, uma solução da equação de Poisson é o potencial newtoniano de uma função {\displaystyle \rho (x,y,z)}
{\displaystyle \phi =-{1 \over 4\pi }\iiint {\frac {\rho (x,y,z)}{r}}\,dV\;}
Onde {\displaystyle r} é uma distância entre um elemento de volume {\displaystyle dV}e um ponto {\displaystyle P}. A integração percorre todo o espaço.
As duas memórias mais importantes de Poisson sobre o assunto são Sur l'attraction des sphéroides (Connaiss. Ft. Temps, 1829) e Sur l'attraction d'un ellipsoide homogène (Mim. Ft. L'acad., 1835).

#### Eletricidade e magnetismo
À medida que o século XVIII chegava ao fim, a compreensão humana da eletrostática se aproximava da maturidade. Benjamin Franklin já havia estabelecido a noção de carga elétrica e a conservação da carga; Charles-Augustin de Coulomb havia enunciado sua lei do inverso do quadrado da eletrostática. Em 1777, Joseph-Louis Lagrange introduziu o conceito de uma função potencial que pode ser usada para calcular a força gravitacional de um corpo estendido. Em 1812, Poisson adotou essa ideia e obteve a expressão apropriada para eletricidade, que relaciona a função potencial {\displaystyle V} para a densidade de carga elétrica {\displaystyle \rho }. Poisson descobriu que a equação de Laplace é válida apenas fora de um sólido. Uma prova rigorosa para massas com densidade variável foi dada pela primeira vez por Carl Friedrich Gauss em 1839. O trabalho de Poisson sobre a teoria do potencial inspirou o artigo de George Green de 1828, Um ensaio sobre a aplicação da análise matemática às teorias da eletricidade e do magnetismo. A equação de Poisson é aplicável não apenas na gravitação, mas também na eletricidade e no magnetismo.
Em 1820, Hans Christian Ørsted demonstrou que era possível desviar uma agulha magnética fechando ou abrindo um circuito elétrico próximo. Um dilúvio de artigos tentando explicar o fenômeno foi publicado. A lei de Ampère e a lei de Biot-Savart foram deduzidas rapidamente. A ciência do eletromagnetismo nasceu. Poisson também estava investigando o fenômeno do magnetismo nessa época, embora ele insistisse em tratar a eletricidade e o magnetismo como fenômenos separados. Ele publicou duas memórias sobre magnetismo em 1826. Na década de 1830, uma grande questão de pesquisa no estudo da eletricidade era se a eletricidade era ou não um fluido ou fluidos distintos da matéria, ou algo que simplesmente atua sobre a matéria como a gravidade. Coulomb, Ampère e Poisson pensaram que a eletricidade era um fluido distinto da matéria. Em sua pesquisa experimental, começando com a eletrólise, Michael Faraday procurou mostrar que não era esse o caso. Eletricidade, Faraday acreditava, era uma parte da questão.

### Óptica

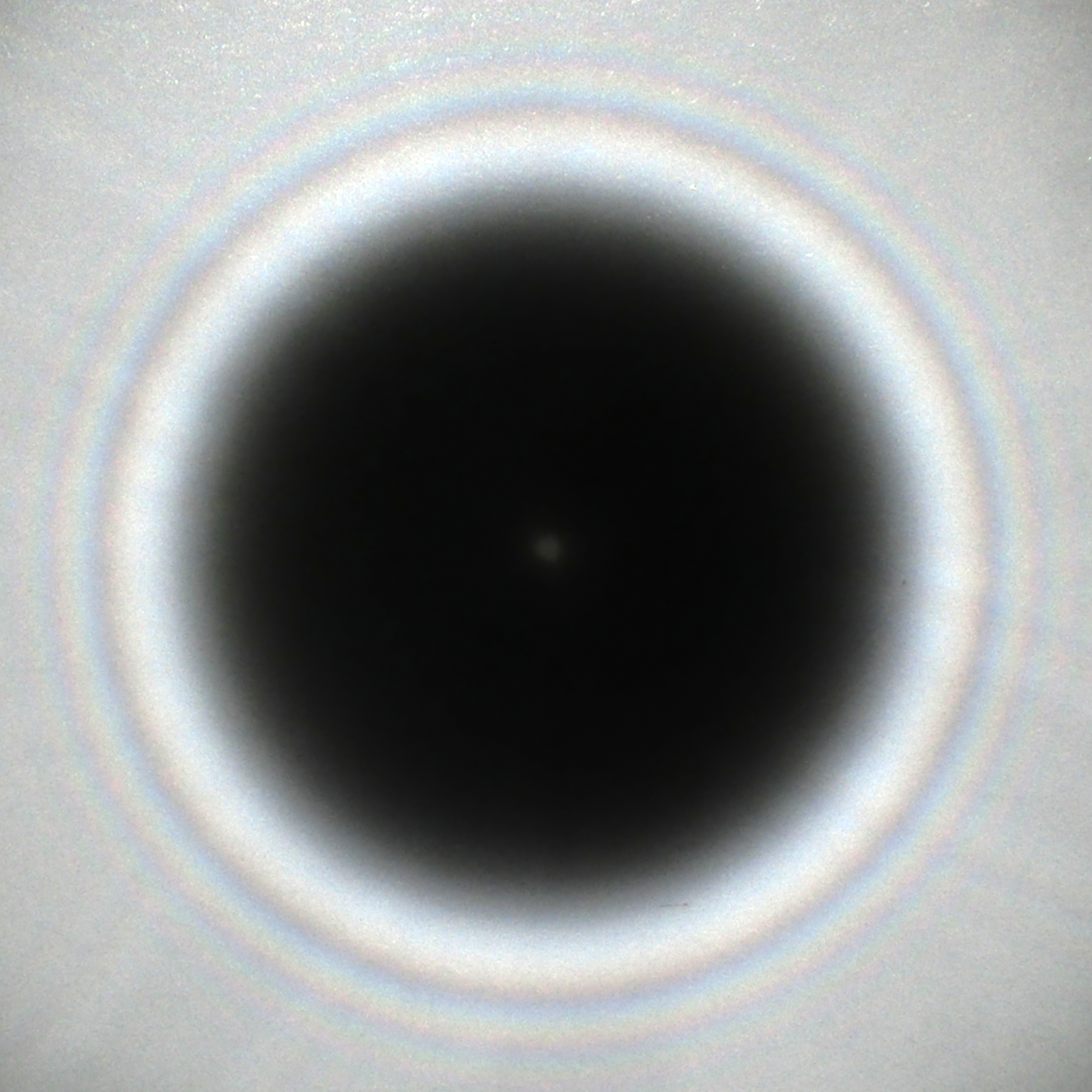
Foto da mancha de Arago na sombra de um obstáculo circular de 5,8 mm.

Poisson era um membro da "velha guarda" acadêmica da Académie royale des sciences de l'Institut de France, que acreditava firmemente na teoria das partículas da luz e eram céticos quanto à sua alternativa, a teoria das ondas. Em 1818, a Académie definiu o tema de seu prêmio como difração. Um dos participantes, o engenheiro civil e ótico Augustin-Jean Fresnel, apresentou uma tese explicando a difração derivada da análise do princípio de Huygens-Fresnel e do experimento de dupla fenda de Young.
Poisson estudou a teoria de Fresnel em detalhes e procurou uma maneira de provar que estava errada. Poisson achou que havia encontrado uma falha ao demonstrar que a teoria de Fresnel prevê um ponto brilhante no eixo na sombra de um obstáculo circular bloqueando uma fonte pontual de luz, onde a teoria das partículas de luz prevê escuridão total. Poisson argumentou que isso era absurdo e o modelo de Fresnel estava errado. (Esse ponto não é facilmente observado em situações cotidianas, porque a maioria das fontes cotidianas de luz não são boas fontes pontuais.)
O chefe do comitê, Dominique-François-Jean Arago, realizou o experimento. Ele moldou um disco metálico de 2 mm em uma placa de vidro com cera. Para a surpresa de todos, ele observou o ponto brilhante previsto, que justificou o modelo de onda. Fresnel venceu a competição.
Depois disso, a teoria corpuscular da luz morreu, mas foi revivida no século XX em uma forma diferente, a dualidade onda-partícula. Arago mais tarde notou que o ponto brilhante de difração (que mais tarde ficou conhecido como ponto de Arago e ponto de Poisson) já havia sido observado por Joseph-Nicolas Delisle e Giacomo F. Maraldi um século antes.

### Matemática pura e estatística
Na matemática pura, as obras mais importantes de Poisson foram sua série de memórias sobre integrais definidas e sua discussão da série de Fourier, a última abrindo caminho para as pesquisas clássicas de Peter Gustav Lejeune Dirichlet e Bernhard Riemann sobre o mesmo assunto; estes podem ser encontrados no Journal of the École Polytechnique de 1813 a 1823, e nas Memoirs de l'Académie de 1823. Ele também estudou integrais de Fourier.
Poisson escreveu um ensaio sobre o cálculo das variações (Mem. De l'acad., 1833) e memórias sobre a probabilidade dos resultados médios das observações (Connaiss. D. Temps, 1827, etc.). A distribuição de Poisson na teoria da probabilidade leva o seu nome.
Em 1820, Poisson estudou integrações ao longo de caminhos no plano complexo, tornando-se a primeira pessoa a fazê-lo.
Em 1829, Poisson publicou um artigo sobre corpos elásticos que continha uma declaração e prova de um caso especial do que ficou conhecido como teorema da divergência.

### Mecânica

#### Mecânica analítica e o cálculo das variações
Fundado principalmente por Leonhard Euler e Joseph-Louis Lagrange no século XVIII, o cálculo das variações teve maior desenvolvimento e aplicações no século XIX.
{\displaystyle S=\int \limits _{a}^{b}f(x,y(x),y'(x))\,dx,}
Onde {\displaystyle y'={\frac {dy}{dx}}}. Então {\displaystyle S} é extremizado, se satisfaz as equações de Euler-Lagrange
{\displaystyle {\frac {\partial f}{\partial y}}-{\frac {d}{dx}}\left({\frac {\partial f}{\partial y'}}\right)=0.}
Mas se {\displaystyle S} depende de derivados de ordem superior de {\displaystyle y(x)}, isto é, se
{\displaystyle S=\int \limits _{a}^{b}f\left(x,y(x),y'(x),...,y^{(n)}(x)\right)\,dx,}
então {\displaystyle y} deve satisfazer a equação de Euler-Poisson,
{\displaystyle {\frac {\partial f}{\partial y}}-{\frac {d}{dx}}\left({\frac {\partial f}{\partial y'}}\right)+...+(-1)^{n}{\frac {d^{n}}{dx^{n}}}\left[{\frac {\partial f}{\partial y^{(n)}}}\right]=0.}
O Traité de mécanique de Poisson (2 vols. 8vo, 1811 e 1833) foi escrito no estilo de Laplace e Lagrange e foi por muito tempo uma obra padrão. Vamos {\displaystyle q} seja a posição, {\displaystyle T} seja a energia cinética, {\displaystyle V} a energia potencial, ambas independentes do tempo {\displaystyle t}. A equação de movimento de Lagrange lê
{\displaystyle {\frac {d}{dt}}\left({\frac {\partial T}{\partial {\dot {q}}_{i}}}\right)-{\frac {\partial T}{\partial q_{i}}}+{\frac {\partial V}{\partial q_{i}}}=0,~~~~i=1,2,...,n.}
Aqui, a notação de ponto para a derivada de tempo é usada, {\displaystyle {\frac {dq}{dt}}={\dot {q}}}. Conjunto de Poisson {\displaystyle L=T-V}. Ele argumentou que se

{\displaystyle V} é independente de {\displaystyle {\dot {q}}_{i}}, ele poderia escrever
{\displaystyle {\frac {\partial L}{\partial {\dot {q}}_{i}}}={\frac {\partial T}{\partial {\dot {q}}_{i}}},}
resultando
{\displaystyle {\frac {d}{dt}}\left({\frac {\partial L}{\partial {\dot {q}}_{i}}}\right)-{\frac {\partial L}{\partial q_{i}}}=0.}
Ele introduziu uma fórmula explícita para momento linear,
{\displaystyle p_{i}={\frac {\partial L}{\partial {\dot {q}}_{i}}}={\frac {\partial T}{\partial {\dot {q}}_{i}}}.}
Assim, a partir da equação do movimento, ele obteve
{\displaystyle {\dot {p}}_{i}={\frac {\partial L}{\partial q_{i}}}.}
O texto de Poisson influenciou o trabalho de William Rowan Hamilton e Carl Gustav Jacob Jacobi. Uma tradução do Treatise on Mechanics e Poisson foi publicada em Londres em 1842. {\displaystyle u} e {\displaystyle v} ser funções das variáveis canônicas de movimento {\displaystyle q} e {\displaystyle p}. Em seguida, seu colchete de Poisson é dado por
{\displaystyle [u,v]={\frac {\partial u}{\partial q_{i}}}{\frac {\partial v}{\partial p_{i}}}-{\frac {\partial u}{\partial p_{i}}}{\frac {\partial v}{\partial q_{i}}}.}
Evidentemente, a operação anti-comuta. Mais precisamente, {\displaystyle [u,v]=-[v,u]}. Pelas equações de movimento de Hamilton, a derivada de tempo total de {\displaystyle u=u(q,p,t)} is
{\displaystyle {\begin{aligned}{\frac {du}{dt}}&={\frac {\partial u}{\partial q_{i}}}{\dot {q}}_{i}+{\frac {\partial u}{\partial p_{i}}}{\dot {p}}_{i}+{\frac {\partial u}{\partial t}}\\[6pt]&={\frac {\partial u}{\partial q_{i}}}{\frac {\partial H}{\partial p_{i}}}-{\frac {\partial u}{\partial p_{i}}}{\frac {\partial H}{\partial q_{i}}}+{\frac {\partial u}{\partial t}}\\[6pt]&=[u,H]+{\frac {\partial u}{\partial t}},\end{aligned}}}
Onde {\displaystyle H} é o hamiltoniano. Em termos de colchetes de Poisson, então, as equações de Hamilton podem ser escritas como {\displaystyle {\dot {q}}_{i}=[q_{i},H]} and {\displaystyle {\dot {p}}_{i}=[p_{i},H]}. Supondo {\displaystyle u} é uma constante de movimento, então deve satisfazer.
{\displaystyle [H,u]={\frac {\partial u}{\partial t}}.}
Além disso, o teorema de Poisson afirma que o colchete de Poisson de quaisquer duas constantes de movimento também é uma constante de movimento.
Em setembro de 1925, Paul Dirac recebeu as provas de um artigo seminal de Werner Heisenberg sobre o novo ramo da física conhecido como mecânica quântica. Logo ele percebeu que a ideia-chave no artigo de Heisenberg era a anticomutatividade das variáveis dinâmicas e lembrou que a construção matemática análoga na mecânica clássica eram os colchetes de Poisson. Ele encontrou o tratamento que ele precisava no analíticos Dinâmica de partículas e corpos rígidos de E. T. Whittaker.
Poisson também publicou um livro de memórias sobre a teoria das ondas (Mém. Ft. L'acad., 1825).

#### Mecânica contínua e fluxo de fluido
Em que condições as soluções para as equações de Navier-Stokes existem e são suaves ? Este é um problema do Millennium Prize Problems em matemática.
Em 1821, usando uma analogia com corpos elásticos, Claude-Louis Navier chegou às equações básicas de movimento para fluidos viscosos, agora identificadas como equações de Navier-Stokes. Em 1829, Poisson obteve independentemente o mesmo resultado. George Gabriel Stokes os derivou em 1845 usando a mecânica contínua. Poisson, Augustin-Louis Cauchy, e Sophie Germaine oram os principais contribuintes para a teoria da elasticidade no século XIX. O cálculo das variações era frequentemente usado para resolver problemas.

### Termodinâmica
Em seu trabalho sobre condução de calor, Joseph Fourier sustentou que a função arbitrária pode ser representada como uma série trigonométrica infinita e tornou explícita a possibilidade de expandir funções em termos de funções de Bessel e polinômios de Legendre, dependendo do contexto do problema. Demorou algum tempo para que suas idéias fossem aceitas, pois seu uso da matemática era menos do que rigoroso. Embora inicialmente cético, Poisson adotou o método de Fourier. Por volta de 1815, ele estudou vários problemas de condução de calor. Ele publicou sua Théorie mathématique de la chaleur em 1835.
Durante o início do século 19, Pierre-Simon de Laplace desenvolveu uma descrição sofisticada, embora especulativa, de gases baseada na velha teoria calórica do calor, com a qual cientistas mais jovens, como Poisson, estavam menos comprometidos. Um sucesso para Laplace foi a correção da fórmula de Newton para a velocidade do som no ar que dá respostas satisfatórias quando comparada com experimentos. A fórmula de Newton-Laplace faz uso de calores específicos de gases em volume constante {\displaystyle c_{V}}e a pressão constante {\displaystyle c_{P}}. Em 1823, Poisson refez o trabalho de seu professor e alcançou os mesmos resultados sem recorrer a hipóteses complexas previamente empregadas por Laplace. Além disso, usando as leis dos gases de Robert Boyle e Joseph Louis Gay-Lussac, obteve a equação para gases que sofrem mudanças adiabáticas, a saber {\displaystyle PV^{\gamma }={\text{constant}}}, Onde {\displaystyle P} é a pressão do gás, {\displaystyle V} seu volume, e {\displaystyle \gamma ={\frac {c_{P}}{c_{V}}}}.

### Outros trabalhos

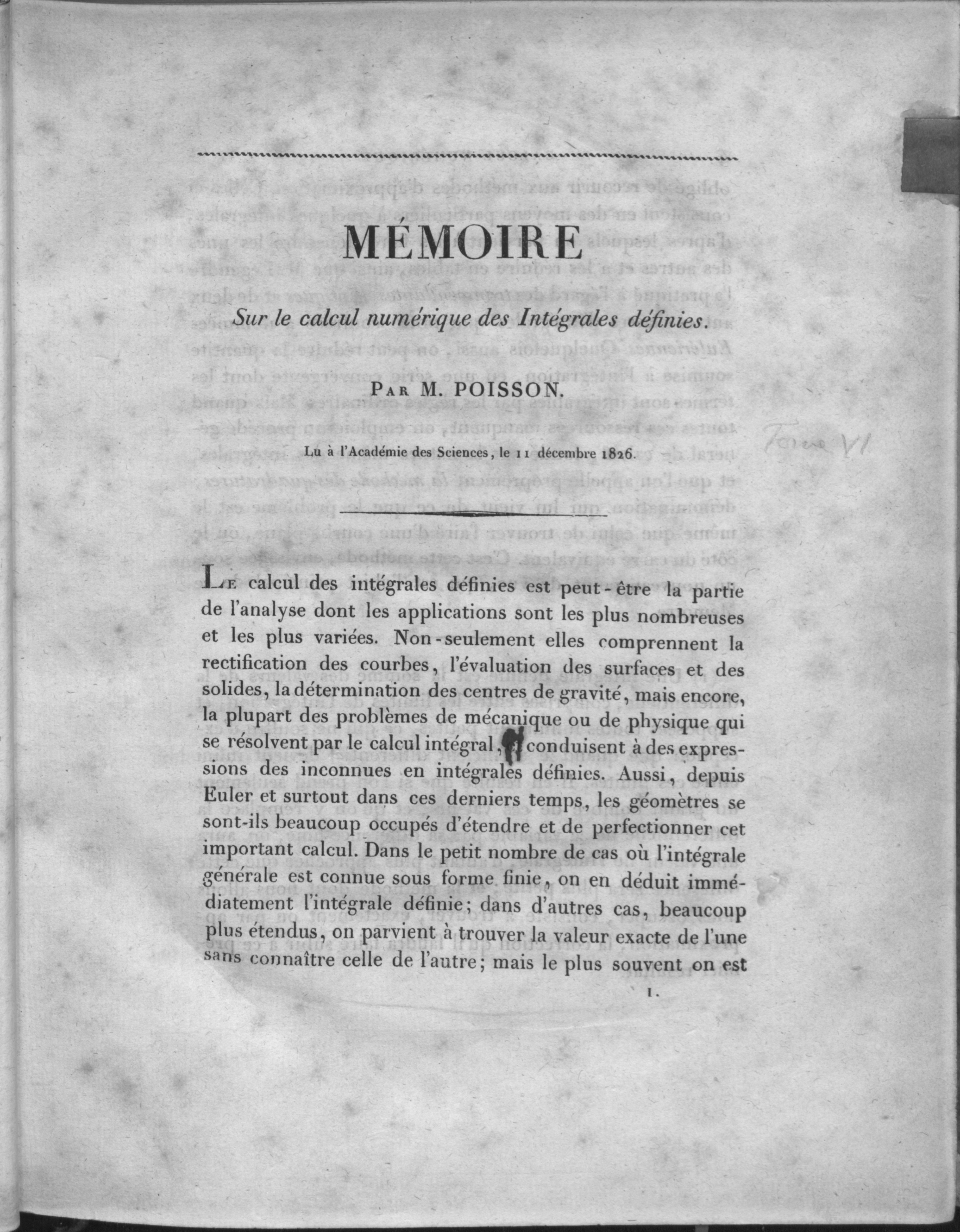
Mémoire sur le calcul numerique des integrales définies, 1826

Além de suas muitas memórias, Poisson publicou uma série de tratados, a maioria dos quais pretendia fazer parte de uma grande obra sobre física matemática, que ele não viveu para concluir. Entre eles podem ser mencionados:
- Nouvelle théorie de l'action capillaire (4to, 1831);
- Recherches sur la probabilité des jugements en matières criminelles et matière civile (4to, 1837), todos publicados em Paris.
- A catalog of all of Poisson's papers and works can be found in Oeuvres complétes de François Arago, Vol. 2
- Mémoire sur l’équilibre et le mouvement des corps élastiques (v. 8 in Mémoires de l’Académie Royale des Sciences de l’Institut de France, 1829), digitized copy from the Bibliothèque nationale de France